# エアリアル橋
座標: 北緯46度46分44秒 西経92度05分34秒 / 北緯46.778970度 西経92.092894度

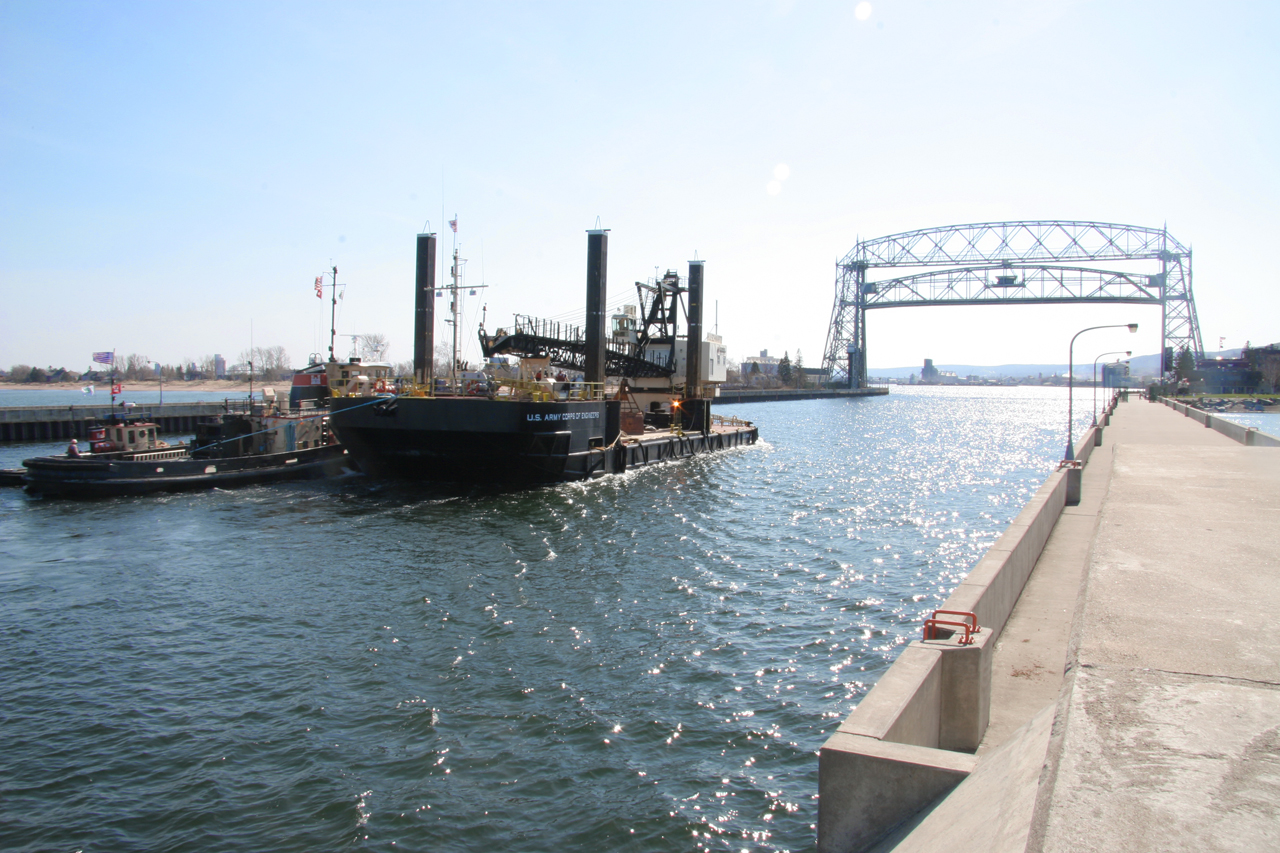
エアリアル橋。ダルース港に出入りする船舶が近づくと橋桁が上がる。

エアリアル橋（エアリアルばし、Aerial Lift Bridge）は、アメリカ合衆国ミネソタ州北東部の港湾都市ダルースにある昇開橋。ダルース港の入り口に架かっている。橋の支間長は120メートルである。ダルース港に出入港する船舶の多い繁忙期には、エアリアル橋の橋桁は1日に25-30回上がる。上に上がるのに55秒かかる。また、ダルースのシンボルでもあり、同市の観光名所のひとつともなっている。
1905年に完成した当時は運搬橋で、Aerial BridgeもしくはAerial Ferry Bridgeと呼ばれていた。アメリカ合衆国史上、運搬橋は2本存在していたが、エアリアル橋はそのうちの古いほうである（もう1本は1933年のシカゴ万国博覧会のスカイライド）。1930年に昇開橋に改造され、現在も使用されている。同橋梁は1973年5月22日に国家歴史登録財に指定された。

## 橋の歴史
エアリアル橋はセントルイス川の河口に形成された砂州、ミネソタ・ポイント（別名パーク・ポイント）に建設された短い運河に架かっている。スペリオル湖とセントルイス川とをつなぐこの運河は1870年から翌1871年にかけて建設された。セントルイス川の自然の河口は運河の南東約11キロメートルにあり、ミネソタ州とウィスコンシン州の州境となっていた。この運河の開削により、砂州は陸から事実上孤立した島となったため、陸地からの交通手段を建設する必要があった。いくつかの方法が試行されたが、ダルース地域独特の気候のためにいずれも成功しなかった。フェリーは夏場には運航することができたが、冬になると凍結のため使用できなかった。歩行者用の吊橋は、スペリオル湖からの強風のためによく揺れ、安全性に乏しかった。

### 設計

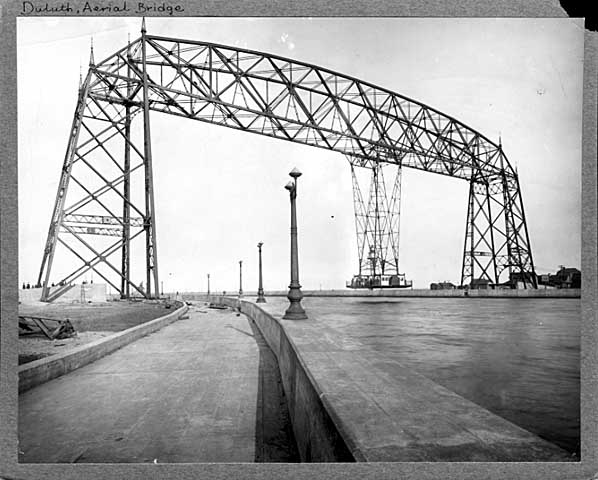
1907年のエアリアル橋。当時は橋を通行する車両をゴンドラで渡していた。

こうした状況を打開するため、1892年に公募でミネソタ・ポイントへの交通手段を決めることにした。優勝したのは、ジョン・アレキサンダー・ロウ・ワデル (John Alexander Low Waddell) が設計した昇開橋であった。ワデルはニューヨーク州のレンセラー工科大学を卒業した土木工学技術者で、特に橋の設計を専門としていた。また、ワデルは1882年から1886年まで日本の東京帝国大学で教鞭をとっていた。ワデルの設計したこの昇開橋は運河の両岸に40メートル隔てて高い鉄塔を建て、2本の鉄塔の間に橋桁を通し、船舶が運河を通るときに橋桁を上げるというものであった。しかし、建設間際に戦争省（現在の国防総省）がこの設計に反対し、ワデルの昇開橋の建設は見送られた。ワデルの設計した橋は、後にオリジナルよりも若干スケールアップしたものがシカゴに建設された。代替案がすぐに検討され、フェリーやゴンドラで対岸に人を運ぶ運搬橋という形式が採用されることになった。当時この形式ですでに架けられていた橋の例としては、スペインのビスカヤ橋（1893年完成）やフランス・ルーアンの運搬橋（1898年完成）があった。ダルースのエアリアル橋は後者、ルーアンの運搬橋にヒントを得ていたが、実際に完成したものはルーアンのものとはかなり違っていた。この運搬橋は土木工学技術者のトーマス・マギルブレイ (Thomas McGilvray) が設計した。

### 完成後

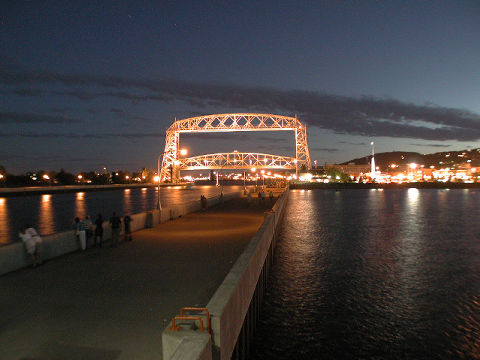
ライトアップされた夜のエアリアル橋

1905年に完成した当時、エアリアル橋のゴンドラは54トンの積載能力があり、馬車、路面電車、または自動車と共に350人を運ぶことができた。運河を渡るのにかかる時間は約1分で、繁忙時間帯には5分おきにゴンドラが運行されていた。しかし、ミネソタ・ポイントの人口の増加、自動車需要の増加、観光業の発展などにより交通量が増加し、エアリアル橋の輸送能力が追いつかなくなった。結局、もとの運搬橋のデザインを残したまま、昇開橋に改造されることになった。皮肉なことに、この改造を請け負ったのはかつてワデルが創設した会社を受け継いだ会社であった。設計はロードアイランド州出身の構造工学技術者、C・A・P・ターナー (C.A.P. Turner) が行った。
水面からの高さが高い船でも橋の下を通れるように、橋の上部はそれまでの橋よりも高く上げられた。また、橋桁を支える両岸の鉄塔も、橋桁を上げたときの重さに耐えられるように修正された。この新しく設計された橋は、1892年にワデルが設計したものと似たものであった。この新しい、近代的な橋は1930年3月19日に供用を開始した。

## 運河の歴史
橋の下を通る運河にもまたエピソードがある。運河の建設は1870年に始まったが、ダルースの対岸、ウィスコンシン州側のスペリオルにとってはこの運河の建設は一大事であった。スペリオル市当局は連邦裁判所に運河建設の中止を訴えるほどであった。1871年のある週末、運河建設に対して法廷による禁止命令が出て、これに対抗してダルース市当局によって有志50人が運河建設予定地に派遣された。派遣された有志隊員たちは週明けの月曜日に幅9メートルの運河を開削することに成功し、禁止命令が有名無実のものとなった。運河が建設される前にその土地を所有していたのはウィルヘルム・ボーイングであった。運河を歓迎しなかったボーイングは、運河を経由してダルース港に入ろうとする船舶を止めようとした。やがてボーイングは諦め、遠くワシントン州シアトルに移住した。ウィルヘルムの息子、ウィリアム・ボーイングは、シアトルの地で後に世界有数の航空機メーカーとなるボーイングを創立した。